# اوکرسهاوزن
اوکرسهاوزن (به آلمانی: Ockershausen) یک منطقهٔ مسکونی در آلمان است که در هسن واقع شده‌است. اوکرسهاوزن ۴٬۷۱۷ نفر جمعیت دارد.